# Riihimäki
Riihimäki – miasto w Finlandii w prowincji Finlandia Południowa. W grudniu 2023 liczyło 28 482 mieszkańców.
W mieście znajduje się stacja kolejowa Riihimäki. Urodzili się w nim m.in. hokeiści Jukka Jalonen i Janne Lahti.

## Miasta partnerskie
- Szolnok, Węgry
- Skedsmo, Norwegia
- Húsavík, Islandia
- Guś-Chrustalnyj, Rosja
- Karlskoga, Szwecja
- Aalborg, Dania
- Bad Segeberg, Niemcy